# کارن مکرتچیان
کارن سامسونی مکرتچیان (ارمنی: Կարեն Սամսոնի Մկրտչյան؛ زادهٔ ۲۰ مهٔ ۱۹۴۷) یک  سیاستمدار اهل ارمنستان است که از تاریخ ۱۹۹۰ تا تاریخ ۱۹۹۵ سمت نمایندگی دوره اول شورای عالی جمهوری ارمنستان را برعهده داشت.

## زندگی‌نامه
در ۲۰ مهٔ ۱۹۴۷ ‏در ارمنستان به دنیا آمد . 